# Kurt Kuhnke
Kurt Kuhnke, né le 30 avril 1910 à Stettin (Province de Poméranie) et mort le 8 février 1969 à Brunswick (Basse-Saxe), est un ancien pilote motocycliste et automobile allemand. Il courut à moto à la fin des années 1940 avant de s'intéresser aux courses de Formule 3 dès le début des années 1950, participant à de nombreuses courses européennes au volant d'une Cooper 500. Il disputa également des courses de Formule 2 et de Formule Junior au volant d'une Lotus 18. C'est sur cette monoplace à moteur Borgward qu'il tenta sa chance en F1, disputant trois courses hors championnat en 1962 et 1963, mais manqua sa qualification au Grand Prix d'Allemagne 1963, pour son unique apparition en championnat du monde.